# スマトラ島地震 (2013年1月)
スマトラ島地震（スマトラとうじしん）は、2013年1月22日05時22分（現地時間）、インドネシアのスマトラ島北部、アチェ州直下で発生したマグニチュード（M）5.9の地震である。
26分後にM4.7の余震があった。国家防災庁によると、14歳の少女1人が死亡、15人が負傷、住宅損壊71件の被害が出た。